# Compagnie Africaine d'Aviation
Compagnie Africane d'Aviation – kongijska linia lotnicza z siedzibą w Kinszasie. Głównym węzłem jest port lotniczy Kinszasa.